# 台北花市
台北花卉產銷股份有限公司（英語：Taipei Flowers Auction Co., LTD.，簡稱：台北花市），目前位於臺北市內湖區新湖三路28號、36號，面積約2.8公頃，中間被民善街貫穿，有人行天橋連接個A、B兩館，每日營業時段為凌晨4時至中午12時。
台北花市成立於1988年（前身為濱江花市、1997年搬遷至內湖瑞光路臨時市場，2014年3月14日正式搬遷至新湖三路），為全國最大的綜合性花卉批發市場，分設有A館、B館兩棟建物，A館1樓主要販售鮮切花、切葉，2樓為主要販售花卉及園藝資材（肥料、土壤介質及花器等），並設有美食餐廳（現由隨意鳥餐廳進駐）；B館1樓主要是販售觀花、觀葉、苗木及蘭花等各式盆栽，為全台灣規模最大的花卉批發交易市場。
台北花市主要提供花農及花商（承銷人）之交易平台，銷售對象以花店、花販為主，供貨範圍以桃園、新竹、花蓮以北等區域為主。

## 歷史
臺北市的花卉批發業務，起源於民國60年代初期的臺北橋頭一帶（現今延平北路三段），以傳統叫賣方式經營，後因交通因素於民國64年陸續遷移至酒泉街萬和宮前廣場，形成「酒泉花市」。
民國77年由花農與花商共同組成的台北花卉產銷(股)公司，正式在民族東路的濱江市場成立開始經營「濱江花市」，同時輔導酒泉花市攤商遷入營運，成為全臺首座純民營的花卉批發市場。
民國86年因配合濱江市場改建，搬遷至台北市內湖區瑞光路321號臨時用地營運，並正式命名為「台北花市」，之後又歷經17年的時間，終於在民國103年3月14日，正式搬遷到永久場址營業(台北市內湖區新湖三路28號、36號)。

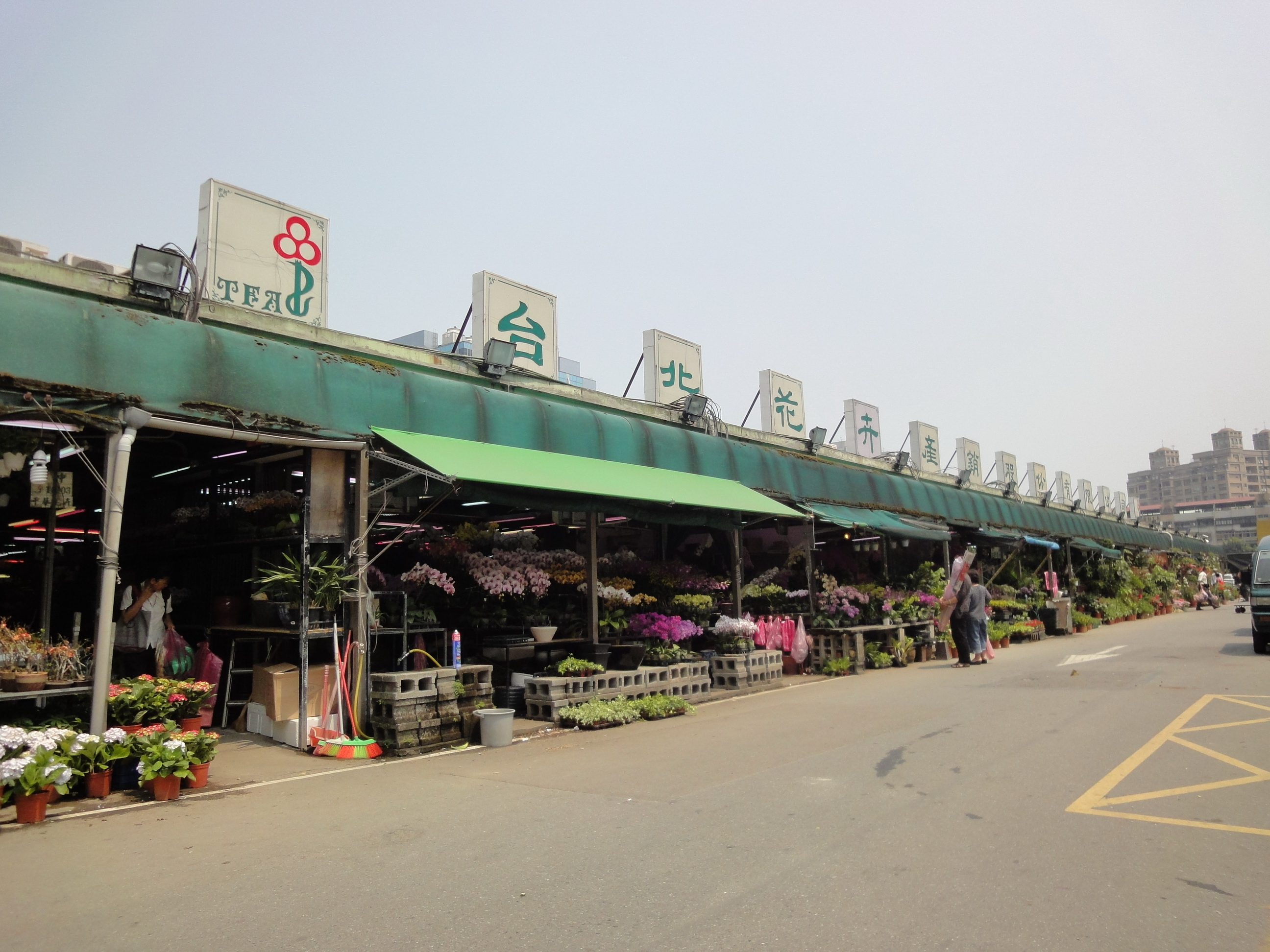
瑞光路時期市場正面-左

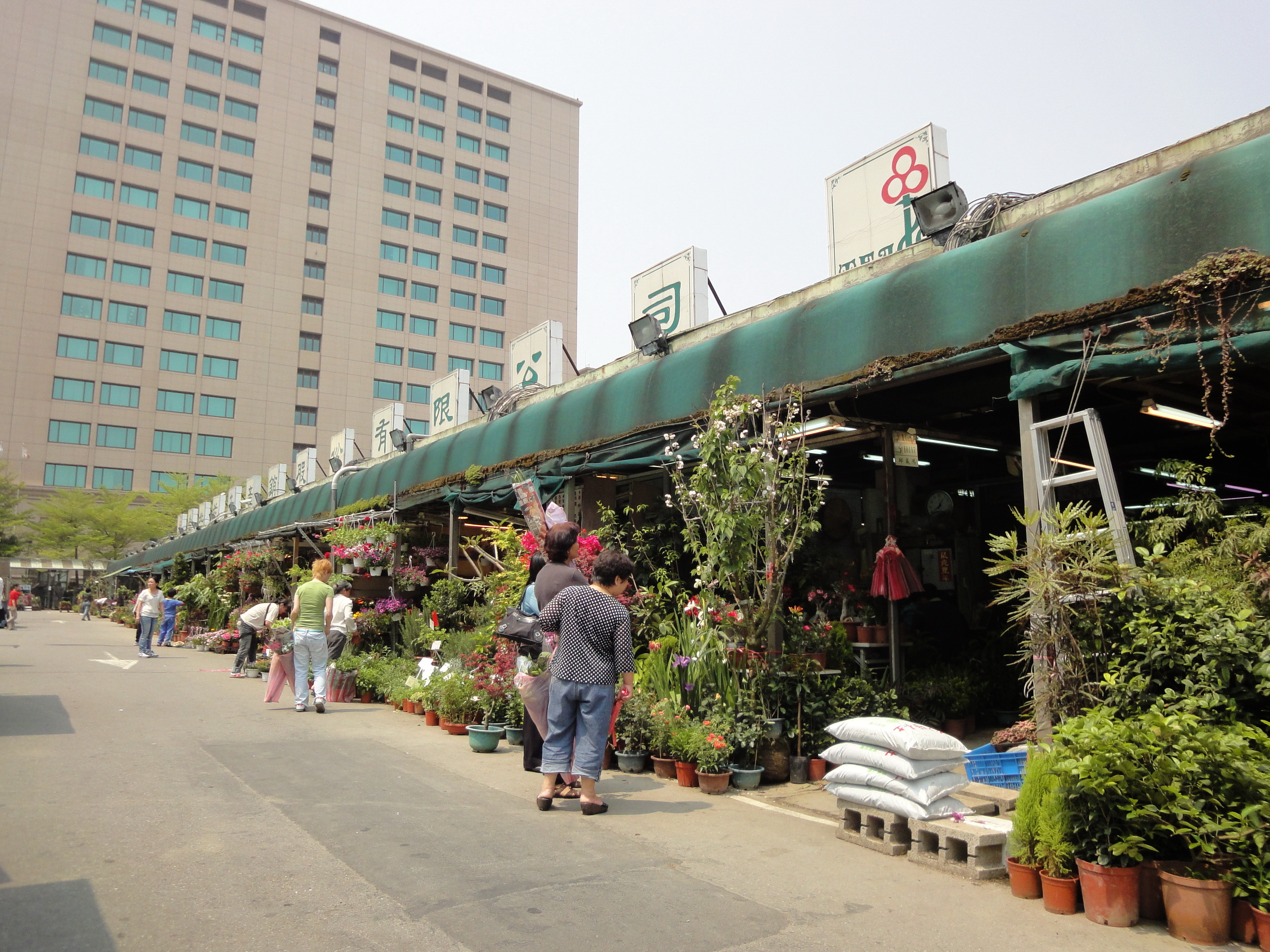
瑞光路時期市場正面-右

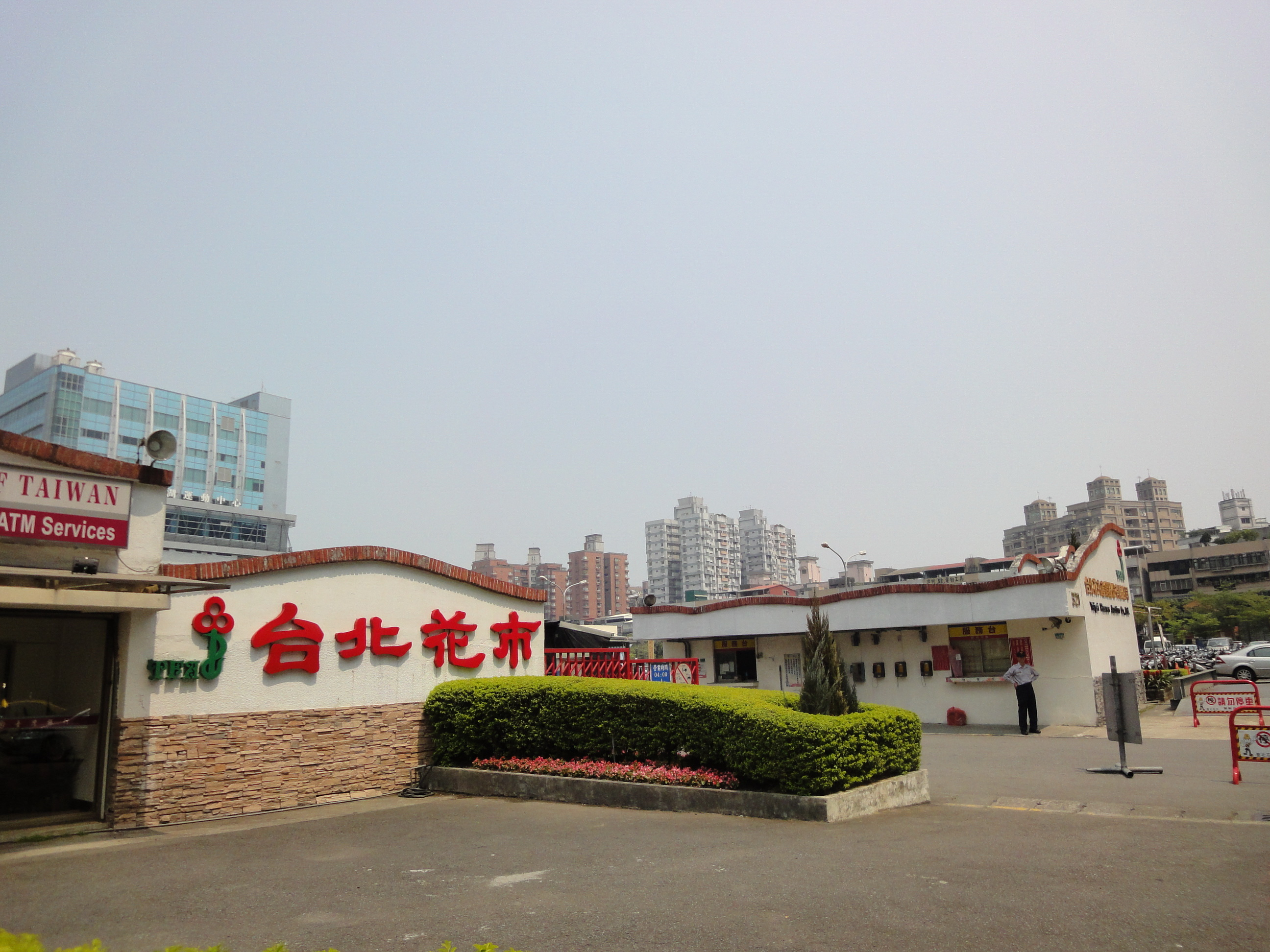
瑞光路時期市場大門-左

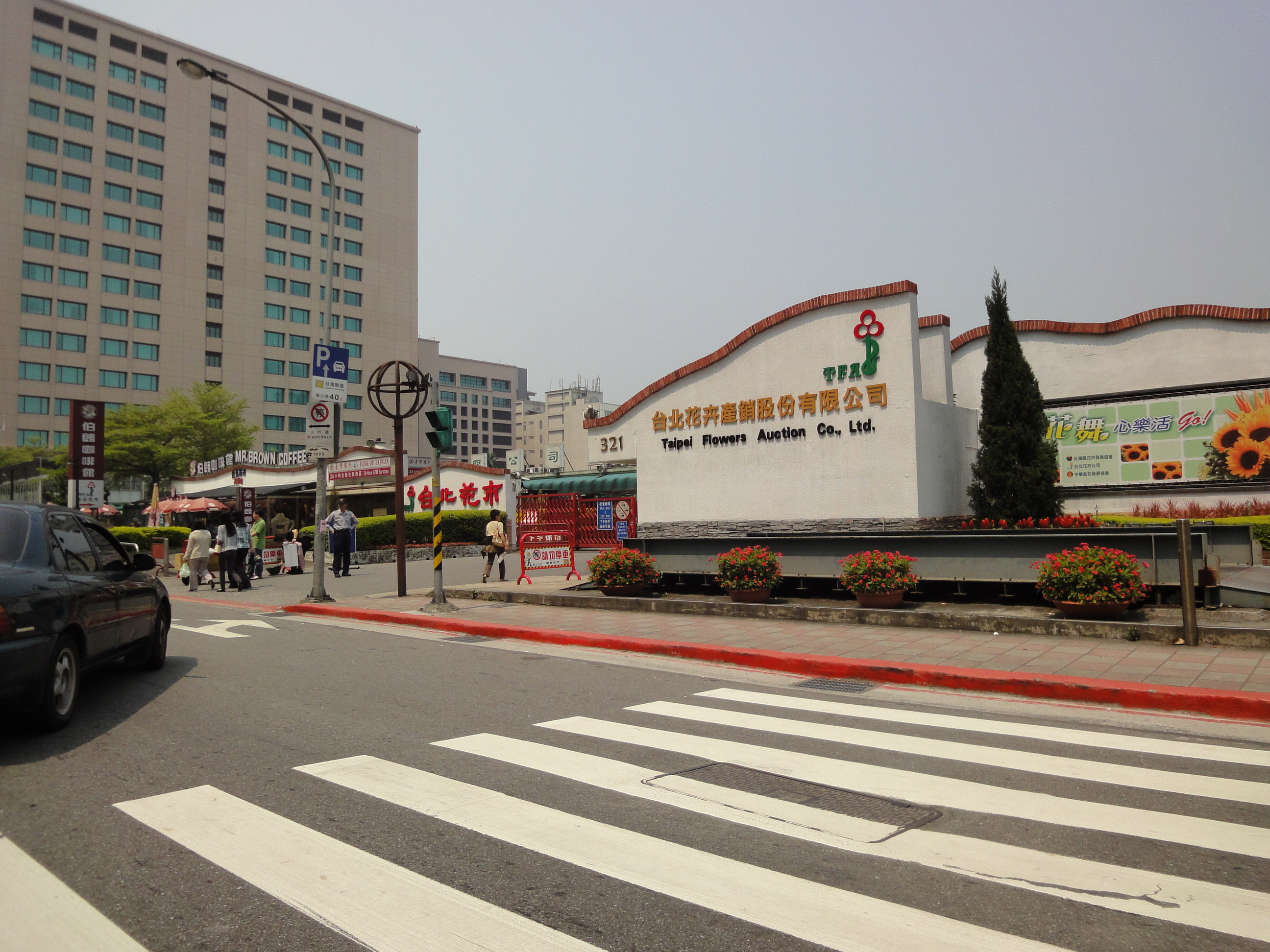
瑞光路時期市場大門-右

## 沿革
1975年（民國64年）以前，台灣最大的花卉集散零批市場集中在延平北路台北橋頭一帶。
1975年（民國64年），因交通因素搬遷至酒泉街萬和宮前廣場，與當時王氏宗祠的盆花業者結合，時稱之為酒泉花市。
1987年（民國76年），遷入位於民族東路的濱江市場二樓。於1988年由花農與花商合資成立台北花卉產銷股份有限公司，該市場也正式由民間開始接管經營。
1988年（民國77年），台北花卉產銷股份有限公司成立，為全國首座純民營花卉批發市場。並開創國內花卉批發市場交易電腦化先例。
1992年（民國81年），完成三線電腦化拍賣鐘，並實施切花等級二碼標示法。
1993年（民國82年）， 興建全國第一座盆花交易展示室，執行盆花「樣品預約訂貨」與「現貨交易」，開展盆花交易。
1997年（民國86年），濱江市場因建物結構安全問題需拆除重建，臺北花卉批發市場以臨時攤棚，暫時安置於內湖區瑞光路與港墘路交叉口的內湖科技園區的都市計畫公園用地上，並正式更名為台北花市；並於瑞光路市場啟用四線電腦拍賣鐘設備。
2000年（民國89年），馬英九在其市長任內擇定內湖區新湖三路與民善街交叉口之兩地號做為永久市場預定地。
2005年（民國94年），台北花市與日本-株式会社JF鶴見花き （页面存档备份，存于）締結為姊妹花市。
2008年（民國97年），台北花市小基地完成招標，並於同年動工，預於2010年底完工。
2010年（民國99年），台北花市大基地完成招標，並於同年動工，預於2011年底完工。
2013年（民國102年），臺北市政府投資台北花卉產銷股份有限公司入股40%。
2014年（民國103年），台北花市搬遷至新地點（內湖區新湖三路28至36號），全區分為A、B兩館，佔地2.8公頃，於3月11日試營運，14日起開始正式營業。
2017年（民國106年），台北花市成立30週年，與日本-株式会社JF兵庫県生花 （页面存档备份，存于）締結為姊妹花市。

## 經營特色

### 主要營業項目
- 切花之電腦拍賣與訂貨（不提供一般民眾使用），交易時間自凌晨三點半至約六點（拍賣結束為止）。
- 盆花電腦訂貨交易（不提供一般民眾使用）。
- 交易行情資訊發佈與查詢（不提供一般民眾查詢）。
- 切花(163攤)、盆花(86攤)與資材(37攤)之零售批發，共286個攤位，營業時間自凌晨四點至中午十二點。
- 辦理各項花卉推廣及教育活動。

## 交易模式

### 切花交易
切花採荷蘭式拍賣交易， 拍賣價格採由高至低模式來執行切花拍賣作業，共設有四條拍賣線，各線別依照主要大宗花種專線專拍，花卉經拍賣員描述、開價後，第一位按下價格及數量鍵的承銷人即為成交，並設有多件選擇功能，承銷人可一次選擇一件或多件交易，當一筆成交後有剩餘件數時，則開放其他承銷人跟價，完成交易後，會在外箱貼上所成交之承銷號的條碼，並立即進行分貨，最後由承銷人將成交之花卉移動到攤位或花店進行販售。
切花大宗花卉以百合、玫瑰、洋桔梗、火鶴、劍蘭、菊花、文心蘭、非洲菊、康乃馨等為主。
切花主要產地為台中、彰化、南投、嘉義、屏東。

### 盆花交易
盆花主要以預先訂貨及現貨買賣為交易模式，訂貨交易部份承銷人需預先下單，並由營業員與供應人聯繫訂貨，而現貨則陳列於盆花展示室，承銷人如有需求會進入展示室直接進行現貨交易買賣。
盆花大宗花卉以蝴蝶蘭、長壽花、金錢樹、開運竹、香料植物、馬拉巴栗、常春藤、多肉植物、聖誕紅、黃金葛、鳳梨花等為主。
盆花主要產地為宜蘭、桃園、苗栗、南投、彰化、嘉義、台南、高雄與屏東。

## 其它機關
- 財團法人台灣區花卉發展協會
- 社團法人中華盆花發展協會
- 台北市園藝花卉業職業工會 （页面存档备份，存于）

## 遴近建築
- COSTCO好市多內湖分店
- 大潤發內湖二店
- B&Q特力屋內湖店
- 禮客LEECO內湖店
- DHL內湖店
- 燦坤舊宗館

## 交通

### 自行開車
- 高速公路北上：

1. 中山高  →　成功交流道下靠右迴轉往金豐街→左轉行善路後直行→右轉行愛路→左轉新湖三路直行
2. 汐止五股高架橋 →　18-堤頂交流道出口靠左二車道→靠右併入舊宗路→新湖三路
- 高速公路南下：

1. 中山高  →　成功交流道下往成功路左轉→右轉金豐街（往行善路）→左轉行善路後直行→右轉行愛路→左轉新湖三路直行
2. 汐止五股高架橋  →　18-堤頂交流道出口靠左車道→左轉舊宗路→新湖三路

### 公車
- 新湖三路口（台北花市）站：63、204、518、552、小2、藍7、藍26

### 臺北捷運
- 板南線市政府站（2號出口）：轉乘552、小2、藍7、藍26 至 新湖三路口（台北花市）站
- 文湖線港墘站（2號出口）：轉乘藍7、藍26 至 新湖三路口（台北花市）站
- 松山線松山站於（3號出口）：步行1分鐘至松山車站（八德）公車站：轉乘63、204、民生幹線、藍7 至 新湖三路口（台北花市）站

### 台北市公共自行車租賃系統
- 台北花市站

## 外部連結
- 台北花市（台北花卉產銷股份有限公司） （页面存档备份，存于）
- 台灣公司資料
- 台灣花卉園藝的Facebook專頁
- 台北花市-植感花蒔（台北花卉產銷股份有限公司）的Facebook專頁
- 社團法人中華盆花發展協會的Facebook專頁